# 佐久間町 (台北市)
佐久間町（さくまちょう）は、日本統治時代の台湾における台北市の行政区画。一丁目から三丁目までで構成され、児玉町の西方に位置した。現在の牯嶺街、福州街、廈門街、寧波西街、重慶南路二段および三段の一部が佐久間町に含まれる。台湾総督を務めた佐久間左馬太を記念して命名された。牯嶺街は日本統治時代に「佐久間町通」という名であった。

## 町内の施設
- 台湾総督府医学校官舎（現・牯嶺街小劇場（中国語版））
- 南門公会堂